# Märkisches Oberland
Das Märkische Oberland ist eine naturräumliche Haupteinheit des Süderberglandes im märkischen Teil des nordrhein-westfälischen Sauerlandes. Es liegt überwiegend im Märkischen Kreis, der Nordwesten im Ennepe-Ruhr-Kreis und im (äußeren) Stadtgebiet Hagens.
Zwei Drittel der Fläche der Haupteinheit nimmt der der Ebbe-Homert-Schwelle nordwestlich parallele Altenaer Sattel ein, der an der Iserlohner Höhe im Nordosten 545,9 m erreicht. Zwischen beiden Schwellen liegt die Lüdenscheider Mulde, von der die Kiersper Bucht als Westabschluss des Ebbegebirges nach Süden abzweigt.
Das Märkische Oberland begleitet den unteren Mittellauf der Lenne sowie Ober- und Mittellauf von Volme und Ennepe, wobei insbesondere Lenne und Volme den Altenaer Sattel in einzelne Höhenzüge separieren. Es wird, zusammen mit dem sich südöstlich anschließenden und die Ebbe-Homert-Schwelle beinhaltenden Südsauerländer Bergland, auch zur Über-Haupteinheit Westsauerländer Oberland zusammengefasst.

## Lage und Grenzen
Das Märkische Oberland wird durch in der Hauptsache nach Nordwesten verlaufende Zuflüsse der Ruhr segmentiert, an deren Tälern die wichtigsten Städte liegen.
Es folgt der Lenne von Eiringhausen im Norden Plettenbergs bis Hohenlimburg im äußersten Osten Hagens, wobei kurz vor dem letztgenannten Ort, bei Oestrich im Westen Iserlohns, der Fluss die Haupteinheit zwischenzeitlich verlässt.
Westlich der Lenne durchfließt die Volme die Haupteinheit von der Quelle im Südosten Meinerzhagens bis oberhalb (Hagen-)Delsterns. Ganz im Westen flankiert deren linker Nebenfluss Ennepe von der Quelle südöstlich Halvers über die Ennepetalsperre bis Gevelsberg das Gebiet, das sie nachfolgend bis Hagen von außen nordwestlich einrahmt.
Im Osten wird die Haupteinheit durch den Oberlauf der Hönne bei Neuenrade sowie, weiter nördlich, durch das System von deren linkem Nebenfluss Oese oberhalb bzw. südlich Hemers entwässert.

### Orte
Die von Nord nach Süd geordneten Städte und Gemeinde verteilen sich wie folgt auf die Hauptflussgebiete, wobei Orte, die nur zu kleineren Anteilen im Märkischen Oberland liegen, eingeklammert sind:
| - Ennepe - (Gevelsberg) - Ennepetal - Breckerfeld - Halver | - Volme - (Hagen) - Schalksmühle - Lüdenscheid - Kierspe - Meinerzhagen | - Lenne - (Iserlohn) - Nachrodt-Wiblingwerde - Altena - Werdohl - (Plettenberg) | - Oese/Hönne - (Hemer) - Neuenrade |

## Naturräumliche Gliederung
Das Nordsauerländer Oberland gliedert sich wie folgt  (in den feineren Untereinheiten mit zwei Nachkommastellen sind zur besseren Ortung z. T. einzelne Flüsse und Ortschaften verlinkt):
- (zu 33 - Süderbergland)
  - 3361 Märkisches Oberland (676 km²)[5]

- 3361.0–5 Altenaer Sattel (440 km²)

- 3361.0 Breckerfelder Hochfläche (bis 441 m)
- 3361.1 Hagener Randhöhen

- 3361.10 Ennepetaler Schluchten
- 3361.11 Hesterthardt (bis 372,2 m)
- 3361.12 Vörde-Selbecker Furche

- 3361.2 Volme-, Nahmer- und Lennetalschluchten

- 3361.20 Dahler Volmeschlucht
- 3361.21 Nahmerschlucht (mit Hohenlimburger Höhen)
- 3361.22 Altenaer Lenneschlucht

- 3361.3 Hülscheider Hochflächen (bis 505,2 m)

- 3361.4/5 Iserlohner Höhe (bis 545,9 m)

- 3361.4 Ihmerthochfläche
- 3361.5 Iserlohner und Balver Höhenrand

- 3361.50 Iserlohner Stadtwald und Hemerberge
- 3361.51 Balver Wald und Küntroper Berge

- 3361.6–8 Lüdenscheider Mulde (zusammen mit Kiersper Bucht 236 km²)

- 3361.6 Halver-Lüdenscheider Hochflächen
- 3361.7 Werdohler Lennetal
- 3361.8 Neuenrader Hochflur

- 3361.9 Kiersper Bucht (zusammen mit Lüdenscheider Mulde 236 km²)

Die Höhenzüge des (Remscheid-)Altenaer Sattels verlaufen nordwestlich parallel zur Ebbe-Homert-Schwelle in ostnordöstliche Richtung. Die Lenne separiert  die Iserlohner Höhe (bis 545,9 m) südlich Iserlohns im Osten, an die sich, bis zum Tal der Volme, die Hülscheider Hochflächen (bis 505,2 m) um Hülscheid westlich anschließen, die sich beiderseits des Nahmerbaches nach Norden bis Hohenlimburg ziehen. Weiter westlich folgt schließlich die Breckerfelder Hochfläche (bis 441 m) um Breckerfeld, die nach Norden in die Hesterthardt (bis 372,2 m) am Mündungslauf der Ennepe südlich Hagens übergeht.
Den Raum zwischen Altenaer Sattel und Ebbe-Homert Schwelle nimmt die Lüdenscheider Mulde um Lüdenscheid im Süden der Haupteinheit ein. Von deren westlichen Süden aus zweigt die Kiersper Bucht bei Kierspe entlang dem Tal der Volme flussaufwärts nach Süden bis Meinerzhagen ab und umrahmt das Ebbegebirge westlich.